# مطبخ

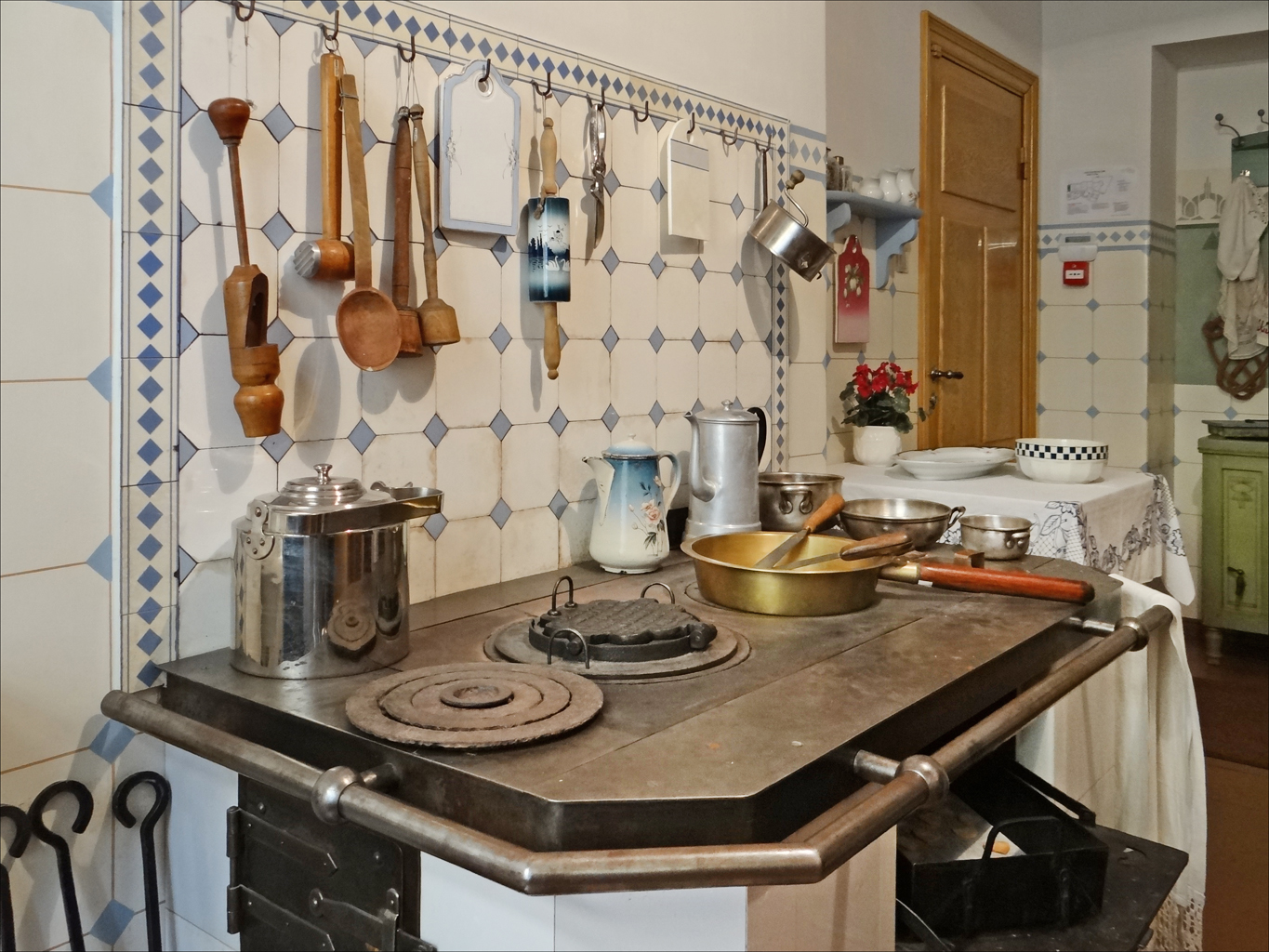
مطبخ على طراز الفن الجديد من أوائل القرن العشرين.

المطبخ أو المطهى (بالإنجليزية: Kitchen)‏ هي غرفة أو جزء من غرفة في مسكن أو في مؤسسة تجارية تستخدم للطهي وإعداد الطعام. عادةً ما يتم تجهيز المطبخ السكني الحديث للطبقة المتوسطة بموقد، وحوض مياه جارية ساخنة وباردة، وثلاجة، وأسطح عمل وخزائن مطبخ مرتبة وفقًا لتصميم معياري. تحتوي العديد من المنازل على فرن ميكروويف وغسالة أطباق وأجهزة كهربائية أخرى. تشمل الوظائف الأساسية للمطبخ تخزين الطعام وإعداده وطهيه، بالإضافة إلى المهام ذات الصلة مثل غسل الأطباق.ويمكن أيضًا استخدام هذه المساحة لتناول الطعام، بما في ذلك الوجبات الصغيرة مثل الإفطار، وكذلك للترفيه وغسيل الملابس. يعد تصميم وبناء المطابخ سوقًا ضخمًا في جميع أنحاء العالم.
توجد المطابخ التجارية في المطاعم والكافيتريات والفنادق والمستشفيات والمرافق التعليمية وأماكن العمل وثكنات الجيش والمؤسسات المماثلة. تكون هذه المطابخ بشكل عام أكبر حجمًا ومجهزة بمعدات أكبر وأكثر قوة من المطبخ السكني. على سبيل المثال، قد يحتوي مطعم كبير على ثلاجة كبيرة وغسالة أطباق تجارية كبيرة. في بعض الحالات، يتم استخدام معدات المطبخ التجارية مثل الأحواض التجارية في الإعدادات المنزلية لأنها توفر سهولة الاستخدام لإعداد الطعام والمتانة العالية.
في الدول المتقدمة، تخضع المطابخ التجارية بشكل عام لقوانين الصحة العامة. يتم تفتيشها بشكل دوري من قبل مسؤولي الصحة العامة، وتجبر على الإغلاق إذا لم تستوف متطلبات النظافة التي يفرضها القانون.

## تاريخ

### العصور الوسطى
خلال أوائل العصور الوسطى في أوروبا، كانت المنازل الطويلة تحتوي على نار مفتوحة تقع أسفل أعلى نقطة في المبنى. ووضعت منطقة المطبخ بين المدخل والمدفأة. في منازل الأسر الغنية عادة ما يوجد أكثر من مطبخ واحد. وفي بعض المنازل كان هناك ما يزيد عن ثلاثة مطابخ كل منها متخصص في إعداد أنواع معينة من الطعام.
كان فصل المطبخ عن القاعة الكبرى ممارسة شائعة، وذلك في المقام الأول للتخفيف من آثار دخان الطهي والمخاطر المحتملة لأن تصبح الحرائق خارجة عن السيطرة. لسوء الحظ، لم يصمد سوى عدد قليل من مطابخ العصور الوسطى مع مرور الوقت، حيث كانت تعتبر "هياكل سريعة الزوال".

### حقبة الاستعمار في الولايات المتحدة
في ولاية كونيتيكت، كما هو الحال في مستعمرات نيو إنجلاند الأخرى خلال أمريكا الاستعمارية، غالبًا ما بنيت المطابخ كغرف منفصلة تقع خلف صالة الاستقبال والبهو أو غرفة الطعام. عثر على أحد السجلات المبكرة لمثل هذه المطابخ في قائمة جرد ملكية جون بورتر من وندسور بولاية كونيتيكت عام 1648. يسرد هذا الجرد تفاصيل البضائع الموجودة في المنزل "فوق المطبخ" و"في المطبخ". العناصر المدرجة في المطبخ هي: ملاعق فضية، وبيوتر، ونحاس، وحديد، وأسلحة، وذخيرة، وقنب، وكتان والعديد من الأدوات الأخرى.